# Тобен, Фредерик
Дже́ральд Фредери́к Тобен (Тёбен; англ. Gerald Fredrick Toben, первоначально нем. Gerald Fredrick Töben) (2 июня 1944, Ядерберг, округ Везермарш, Германия — 29 июня 2020, Аделаида, Австралия) — австралийский исторический ревизионист, отрицатель Холокоста.

## Биография
Фредерик Тобен родился в семье фермера 2 июня 1944 года в городе Ядерберг, Северная Германия.
В 1945 году его семья переехала в Австралию. Фредерик получил степень бакалавра в университете Мельбурна в Австралии и Веллингтонском университете в Новой Зеландии. После этого он продолжил учёбу в германских университетах в Гейдельберге, Тюбингене и Штутгарте. Затем он закончил аспирантуру и получил степень доктора философии в Штутгартском университете с диссертацией о Карле Поппере и Чарльзе Пирсе. Параллельно он получил степень магистра педагогики.
Тобен работал в Департаменте образования и профессиональной подготовки штата Виктория в Мельбурне до своего увольнения в 1985 году по причине некомпетентности и нарушения субординации. Тобен утверждал, что успешно оспорил это увольнение в суде. Однако после этого он 4 года работал водителем школьного автобуса, затем он устроился на социальную работу в Аделаиде и поселился там.
В 1993 году Тобен стал директором созданной им организации под названием «Аделаидский институт» и усиленно занялся пропагандой отрицания Холокоста.
Умер 29 июня 2020 года в Аделаиде.

## Деятельность
Будучи безработным, Тобен общался с ультраправыми, в частности в составе Австралийской лиги прав. На семинаре Лиги в 1990 году он выступил с докладом по теме прав аборигенов на землю и мультикультурализма. В рамках Лиги он познакомился с отрицанием Холокоста и 9 февраля 1994 года он выпустил одностраничную листовку под названием «Миссии правды», которая была вручена членам еврейской общины Аделаиды, присутствовавшим на благотворительной премьере фильма «Список Шиндлера».
Тобен стал одним наиболее известных отрицателей в мире и активно занимался организацией международного сотрудничества с другими отрицателями. В частности, одним из крупных событий в движении отрицателей стала международная концеренция «Аделаидского института», организованная Тобеном. Она прошла в Австралии 7-9 августа 1998 года. В ней приняли участие около 50 человек, в из числе Артур Бутц, Юрген Граф, Робер Фориссон и другие известные ревизионисты.
В ходе тегеранской конференции «Обзор холокоста: глобальное видение» (2006) сделал заявление о том, что в Освенциме нацистами были уничтожены «не миллионы узников, а всего лишь около двух тысяч человек».

## Судимости и судебные преследования
В 1999 году отбывал срок в тюрьме Мангейма в Германии за отрицание Холокоста.
Совет австралийских евреев выдвинул против Тобена 28 обвинений, среди которых было и обвинение в «ядовитом антисемитизме», содержащемся в материалах его сайта.
В 2008 году Тобен был арестован в лондонском аэропорту Хитроу сразу по его прилёте из США по обвинению в распространении в интернете антисемитских публикаций, в том числе отрицающих Холокост. Задержание было произведено по просьбе властей Германии, где отрицание Холокоста является уголовным преступлением.
В 2011 году Тобен был приговорён к выплате судебных расходов в размере 175 тысяч долларов бывшему президенту Исполнительного совета австралийского еврейства Джереми Джонсу, который подал против него иск. Тобен не оплатил судебные издержки, тогда Джонс подал иск о признании его банкротом. 27 сентября 2012 года Федеральный суд страны иск удовлетворил и Тобен был объявлен банкротом.
Деятельность Тобена систематически упоминалась при обсуждении законопроекта о внесении поправок в статью 18C австралийского «Закона о расовой дискриминации». Противники поправки утверждали, что изменение позволит Тобену безнаказанно оскорблять еврейскую общину Австралии. Генеральный прокурор Джордж Брендис в ходе обсуждения законопроекта назвал Тобена «психом» и выразил уверенность, что граждане Австралии устойчивы по отношению к пропаганде идей Тобена.

### Книги
- (1986). When the innocent awake. Edenhope, Vic. Peace Books. 217p ISBN 0-9588234-1-3.
- (1986). The plight of Australian education: ailments and remedies. Norwood, S. Aust. Peace Books. 33p ISBN 0-9588234-0-5.
- (1986). Student attitude, expectation and performance at the State College of Education. Edenhope, Vic. Peace Books. 71p ISBN 0-9588234-3-X.
- (1986). Peirce’s fallibilism and Popper’s falsification theory. Edenhope, Vic. Peace Books. 128p ISBN 0-9588234-2-1.
- (1995). Political correctness in our schools Norwood, S. Aust. Peace Books. 74p ISBN 0-646-26799-X.
- (1995). Political correctness is no joke!: the Leuchter case. Norwood, S. Aust. Peace Books. 27p ISBN 0-646-24194-X.
- (1998). The Boston-Curry Party: on the sacked, plundered and smoking Australian educational battlefield at Goroke. Norwood, S. Aust. Peace Books. 343p ISBN 0-9585466-0-6.
- (2001). Where truth is no defence, I want to break free. Norwood, S. Aust. Peace Books. 518p ISBN 0-9585466-1-4.
- (2003). Fight or Flight: The Personal Face of Revisionism. Norwood, S. Aust. Peace Books. 669p ISBN 0-9585466-2-2.
- (2007). Forty days in Teheran: a special report. Norwood, S. Aust. The Barnes Review/Peace Books. 116p ISBN 978-0-9585466-9-0.
- (2009). «50 Days in Gaol: Dr Fredrick Töben’s Global Battle for Free Speech». The Barnes Review/PEACE Books.94p, ISBN 978-0-9818085-0-5.
- (2010). «ARBEIT MACHT FREI: impertinent incarceration». PEACE Books. 468p ISBN 978-0-9585466-6-9.

### Статьи
- Техника Холокоста. Архивировано 21 декабря 2010 года. // «Персонал Плюс», № 36 (239) 19—25 вересня 2007 року